# Susegad
Susegad è un concetto, derivante dalla parola portoghese "sossegado"  ("tranquillo"), associato allo stato indiano di Goa; viene usato per riferirsi all'atteggiamento rilassato nei confronti della vita che si dice sia storicamente tipico del luogo e dei suoi abitanti, uno dei pochi territori dello stato ad essere stato colonia portoghese. Le Footprint Travel Guides lo descrivono come "un atteggiamento rilassato e godersi della vita al massimo". Come descritto da uno scrittore del Sunday Times, Goa è il "Quartiere Latino" dell'Asia meridionale: indulgente, tollerante, capriccioso, immerso in una spensieratezza tropicale e sposato con il mare".

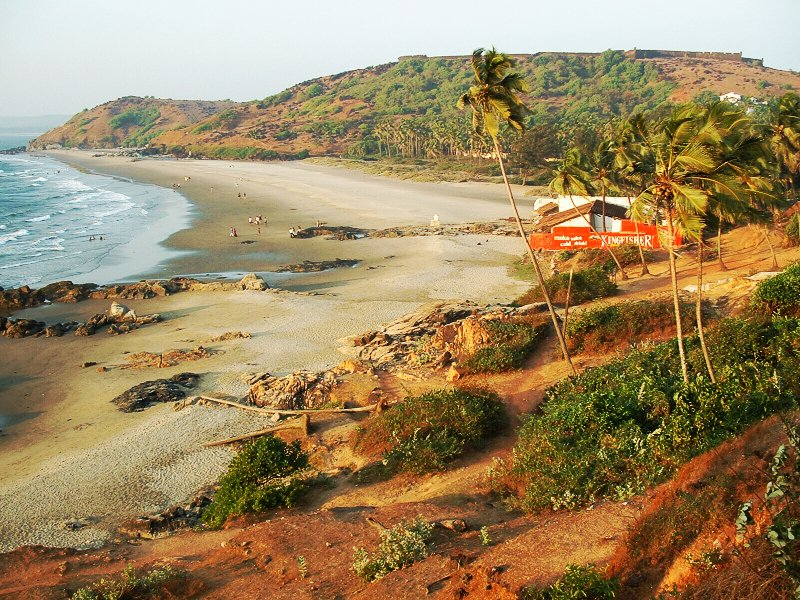
Spiaggia Vagator con il Forte Chapora, vicino ad Anjuna, uno delle primi luoghi di ritrovo hippie di Goa

Il concetto può anche avere connotazioni negative, esprimere una certa "indolenza" e negli ultimi anni è stato suggerito che la rilassata cultura Susegad dei goani abbia ceduto il passo agli stress moderni. Inoltre, può essere un esempio di ciò che alcuni etnografi sottolineano: "le rappresentazioni turistiche dell'Oriente come periferia esotica, senza tempo e autentica del piacere dell'ovest sono incorporate in un discorso coloniale che perpetua lo sfruttamento egemonico dell'Oriente da parte dell'occidente".

## Origini
Goa è una regione storicamente ricca e prosperosa sia dal punto di vista culturale, essendo stata colonia portoghese e importante porto di cambio, che da quello delle sue bellezze naturali, fatto che secondo alcuni si riflette nell'attitudine "appagata" della sua gente. Un altro motivo che può aver plasmato quest'atteggiamento sono le lunghe e calde giornate sulla riva dell'oceano, con un clima con delle medie più alte di quello mediterraneo, la necessità perciò di svegliarsi presto per i pescatori e gli agricoltori, per preparare la mercanzia nei mercati mattutini, instaurando così un equilibrio tra lavoro e riposo. 

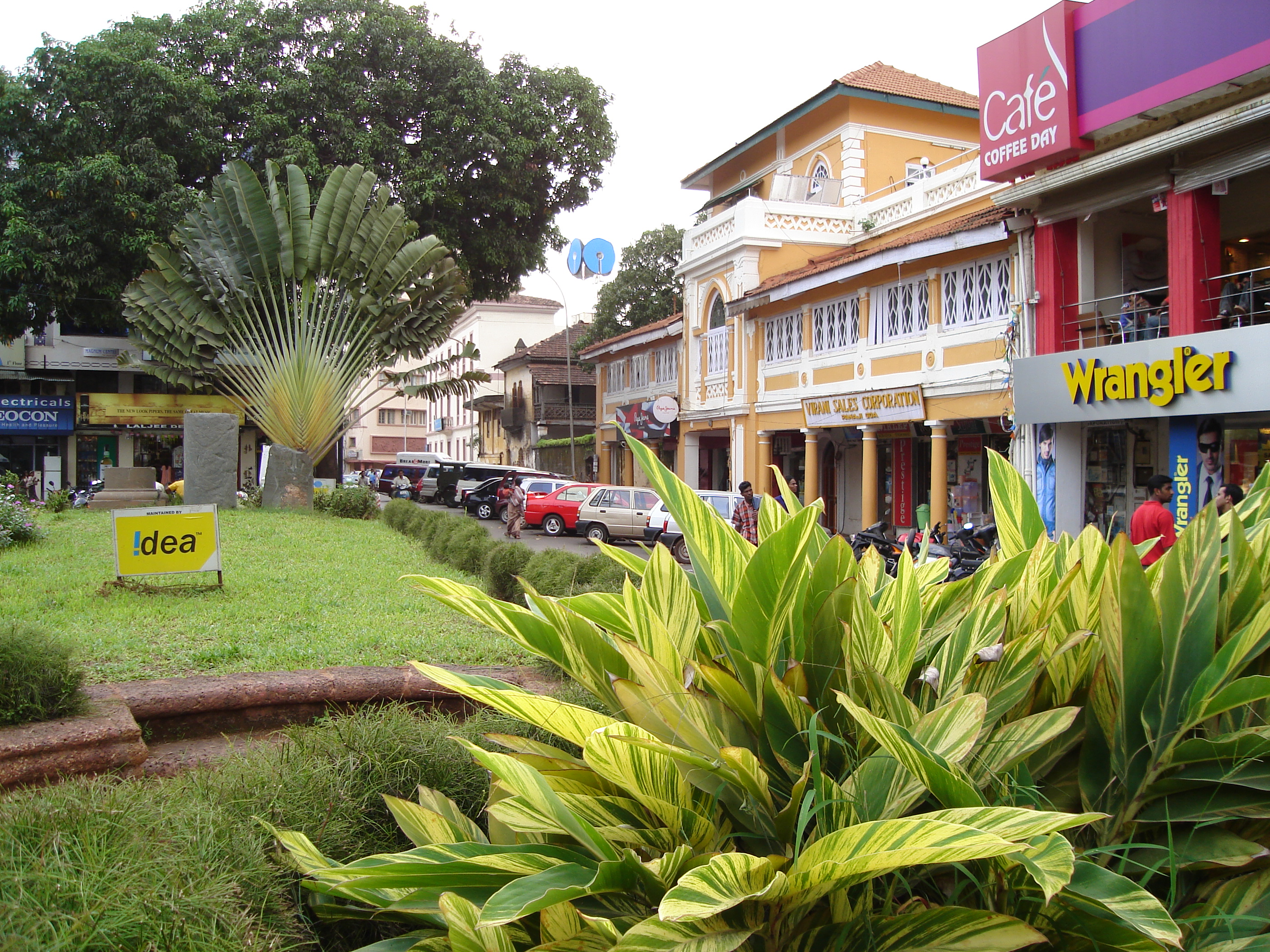
La capitale di Goa, Panjim

I negozi sono chiusi dalle 13:00 alle 17:00 per via del caldo, la maggior parte della popolazione è in "siesta", (parola spagnola utilizzata più spesso che il suo equivalente portoghese sesta), mentre quando il sole scende, una seconda parte della giornata ha inizio, con la riapertura dei mercati, i ristoranti, la movida turistica e le feste in spiaggia.

## Citazioni

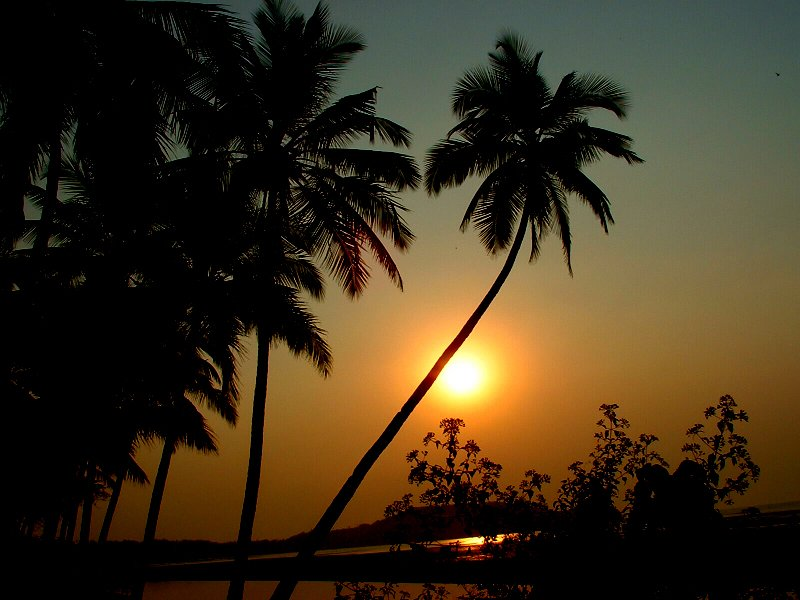
Tramonto sul fiume Chapora

Joanna Lobo, giornalista cresciuta a Goa Nord, riguardo alla sua infanzia:
(Joanna Lobo)
(Joanna Lobo)
Perry Goes, nato a Goa e ora residente a Bengaluru, nello stato del Karnataka:
(Perry Goes)
Shekhar Vaidya, marketing executive nato e cresciuto a Goa:
(Shekhar Vaidya)